# برنار زيرفوس
برنارد زيرفوس (بالفرنسية: Bernard Zehrfuss)‏ ،مهندس معماري ، وُلد في أنجيه في 20 أكتوبر 1911 ، وتخرج من كلية الفنون الجميلة بباريس ؛ ومن Grand Prix de Rome في عام 1939.
عمل على إنشاء أعمال ذات أهمية دولية سواء للوظائف التي صُممت من أجلها أو بسبب مشاركة أكثر المهندسين شهرة في أوروبا، مثل مارسيل بروير وبيير لويجي نيرفي.

## روابط خارجية
- Musée gallo-romain : Bernard Zehrfuss à l’honneur – Paricultures